# 돈 카자크
돈 카자크(러시아어: Донские казаки Donskiye kazaki[*], 우크라이나어: Донські козаки) 또는 도니안(러시아어: донцы dontsy[*], 우크라이나어: донці)은 돈강 중하류를 따라 정착한 카자크인이다. 역사적으로 이들은 16세기 말부터 1918년까지 현재의 남부 러시아와 돈바스 지역 일부에 걸쳐 독립적이거나 자치적인 민주 공화국이었던 옛 돈 카자크 기병대(러시아어: Донское казачье войско, 우크라이나어: Головне Донське військо) 내에서 살았다. 1992년 현재, 러시아 연방 대통령령에 따라 카자크인은 특별 등록부에 등록될 수 있다. 돈 카자크 기병대를 포함하여 카자크 문화 전통을 계승하기 위해 여러 카자크 공동체가 재건되었다. 돈 카자크는 풍부한 군사 전통을 가지고 있었으며, 러시아 제국의 역사적 발전에 중요한 역할을 했고 러시아 제국의 주요 전쟁에 대부분 참여했다.

## 어원
카자크(러시아어: казак; 우크라이나어: козак)라는 이름은 봉건 사회에서 다른 신분(즉, 농민, 귀족, 성직자 등)의 사람들과는 대조적으로 "자유로운 사람들"을 특징짓는 데 널리 사용되었다(이는 "자유인"을 의미하는 튀르크어족 qazaq과 비교된다). "카자크"라는 이름은 또한 이주민, 무장 강도 및 무법자에게도 적용되었다.
이는 관련 없는 중앙아시아 튀르크족인 "카자흐인"과 어원적 뿌리가 같다.

## 기원
카자크의 정확한 기원은 불분명하다. 현대적 관점에서 돈 카자크는 볼가 지역의 포볼지예, 노브고로드 공화국, 랴잔 공국과 같은 러시아 땅과 드니프로 고지대와 같은 우크라이나 땅과 관련된 슬라브족 출신이다. 또한 스텝 지역에 거주하는 유목 튀르크 부족도 포함된다. 동고트족-알란인도 북캅카스 서부에서 유래한 돈 카자크 문화 형성에 역할을 했을 수 있다.틀:Qn

### 튀르크 이론
러시아 역사가 A. M. 오를로프의 이론은 카자크 기병대가 튀르크 유목민들 사이에서 형성되었다는 것이다. 그는 돈 카자크가 원래 킵차크 칸국 아래 "메셰라 타타르인"에 의해 대규모로 형성되었으며, 이는 나중에 Mishar Tatars와도 관련이 있다고 생각한다.
A. V. 미르토프는 돈 카자크의 삶과 언어가 "메셰라 타타르인"의 큰 영향을 받았다고 썼다. 반면에 G. 시테클은 최초의 러시아 카자크가 단순히 "러시아화된 타타르인"이었다고 썼다. 바실리 타시셰프: "그들 중 일부는 메셰라의 작은 도시들에 살았으며, 그들의 수도는 지금 돈스코이 수도원이 있는 돈스코이였다." A. A. 고르데예프도 그들을 킵차크 칸국과 연결시키며 다음과 같이 진술한다: "그들은 오르다 칸들의 지배를 받지 않았고, 농노제를 받아들이지 않았으며, 모든 종류의 사회적 불의에 고통받았고, 봉건 통치에 반항했다."

## 역사

### 초기 역사
이천여 년 전 스키타이족이 돈강 유역에 살았다. 이 지역에서 많은 스키타이족 무덤이 발견되었다. 이후 이 지역은 하자르와 쿠만인이 거주했다. 16세기부터 18세기까지 돈강의 스텝은 "야생 지대"(러시아어:  Дикое Поле)의 일부였다. 중세 후기에는 킵차크 칸국의 일반적인 통제하에 있었고, 수많은 타타르인 (특히 크림 타타르인) 무장 집단이 그곳을 돌아다니며 상인과 정착민을 공격하고 노예로 삼았다.
돈강 주변 지역에 정착한 최초의 기독교인은 7세기에서 10세기 하자르 카간국의 자시 부족과 코소기 부족이었다. 1480년 킵차크 칸국이 몰락한 후, 셸론강 전투 (1471년) 이후 노브고로드 공화국과 인근 랴잔 공국에서 더 많은 식민지 개척자들이 이 땅으로 확장하기 시작했다. 16세기 말까지 돈 카자크는 독립적인 자유 영토에 거주했다.

### 15세기–17세기
랴잔 카자크는 1444년 페레슬라블잘레스키를 킵차크 칸국 부대로부터 방어하는 데 참여했고, 1502년 이반 3세의 편지에도 언급되어 있다. 1480년 킵차크 칸국이 멸망한 후, 돈강 주변 지역은 크림 서부와 노가이 동부로 나뉘었다. 14세기부터 그 경계에 걸쳐 있던 돈 지역의 광대한 스텝은 기존 사회 질서에 불만을 품고 지주의 권력을 인정하지 않으며 자유를 갈망하는 사람들로 채워졌다. 시간이 지나면서 그들은 하나의 통합된 공동체가 되었고 "카자크"라고 불리게 되었다. 처음에는 이 작은 무장 부대의 주요 직업은 사냥과 낚시였으며, 그들을 공격하는 튀르크인과 타타르인에 대한 끊임없는 투쟁이었다. 나중에야 그들은 정착하여 땅에서 일하기 시작했다.

#### 16세기
카자크 마을인 "stanitsa"에 대한 최초의 기록은 1549년으로 거슬러 올라간다. 1552년 돈 카자크는 아타만 Susar Fedorov의 지휘 아래 1552년 카잔 공성전 동안 이반 4세의 군대에 합류했다. 1556년 6월 2일, 아타만 Lyapun Filimonov의 카자크 연대는 streltsy로 구성된 모스크바군과 함께 아스트라한 칸국을 정복하고 병합했다.
이반 4세 (이반 4세)의 통치 기간 동안, 아타만 예르마크 티모페예비치는 시베리아를 정복하기 위한 원정을 떠났다. 1582년 가을 쿠춤 칸을 물리치고 시비르 칸국의 수도인 이슈케르를 점령한 후, 예르마크는 1583년 겨울에 이르티시강으로 카자크 부대를 보냈다. 보그단 브랴즈가(다른 자료에 따르면 카자크 추장 니키타 판)가 이끄는 이 파견대는 콘다-펠림 만시인의 땅을 통과하여 사마로보 마을의 성벽에 도달했다. 카자크의 공격에 놀란 한티인은 항복했다. 1585년 가을, 예르마크의 죽음 직후, 보예보다 (군 사령관) 이반 만수로프가 이끄는 카자크는 이르티시강 어귀의 옵강 오른쪽에 시베리아 최초의 러시아 요새 도시 옵스코이를 건설했다. 그리하여 만시와 한티의 땅은 러시아 국가의 일부가 되었고, 1592년 펠림과 베료조프, 1594년 수르구트의 건설로 마침내 확보되었다. 예르마크의 원정 결과, 러시아는 시베리아를 합병할 수 있었다.

#### 17세기

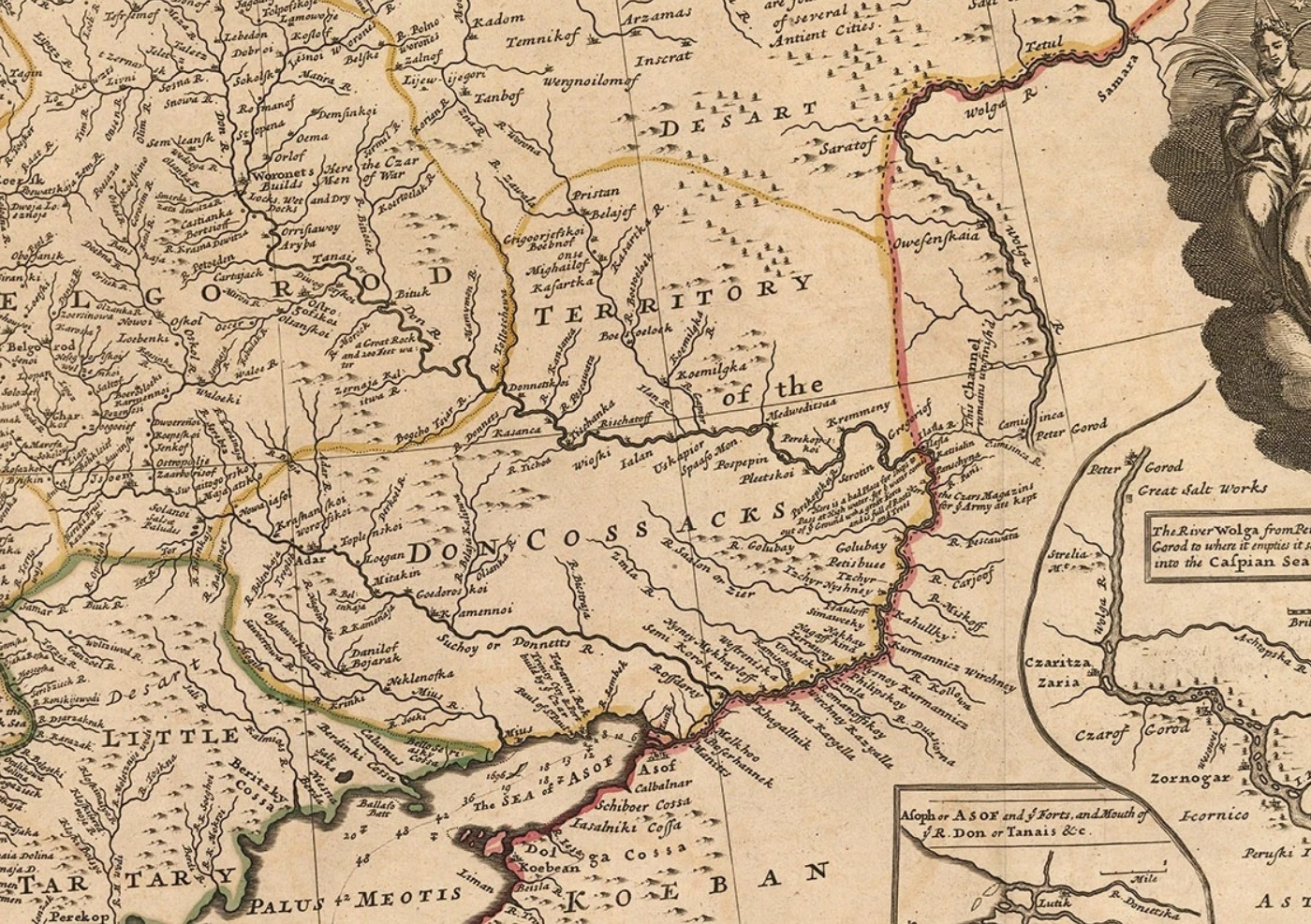
돈 카자크 영토 - Herman Moll 1715

17세기에 카자크는 오스만 제국과 크림 칸국을 상대로 전쟁을 벌였다. 1637년 돈 카자크는 자포로자 코자크와 합류하여 돈강을 지키는 전략적 오스만 요새 아조프를 점령했다. 1641년 아조프 요새 방어는 돈 카자크 역사에서 중요한 사건 중 하나였다. 돈 카자크의 자유 영토가 모스크바의 통제하에 완전히 놓이게 되면서, 돈 카자크의 역사는 나머지 러시아의 역사와 더욱 밀접하게 얽히게 되었다. 중세 러시아의 남부 국경을 보호하는 대가로 돈 카자크는 세금을 내지 않는 특권을 받았으며, 카자크 땅에서 차르의 권위는 러시아의 다른 지역에서만큼 절대적이지 않았다.
이 기간 동안 러시아의 가장 악명 높은 반란자 세 명인 스테판 라진, 콘드라티 불라빈, 예멜리얀 푸가초프는 돈 카자크였다.

### 18세기–19세기
1786년 이후, 돈 카자크의 영토는 공식적으로 돈 호스트 랜드(Don Host Land)라고 불렸고, 1870년에는 돈보이스코주로 이름이 바뀌었다(현재 로스토프, 볼고그라드, 보로네시 주의 일부와 우크라이나의 루한스크주의 일부).
1805년 돈 카자크의 수도는 체르카스크에서 노보체르카스크로 옮겨졌다.

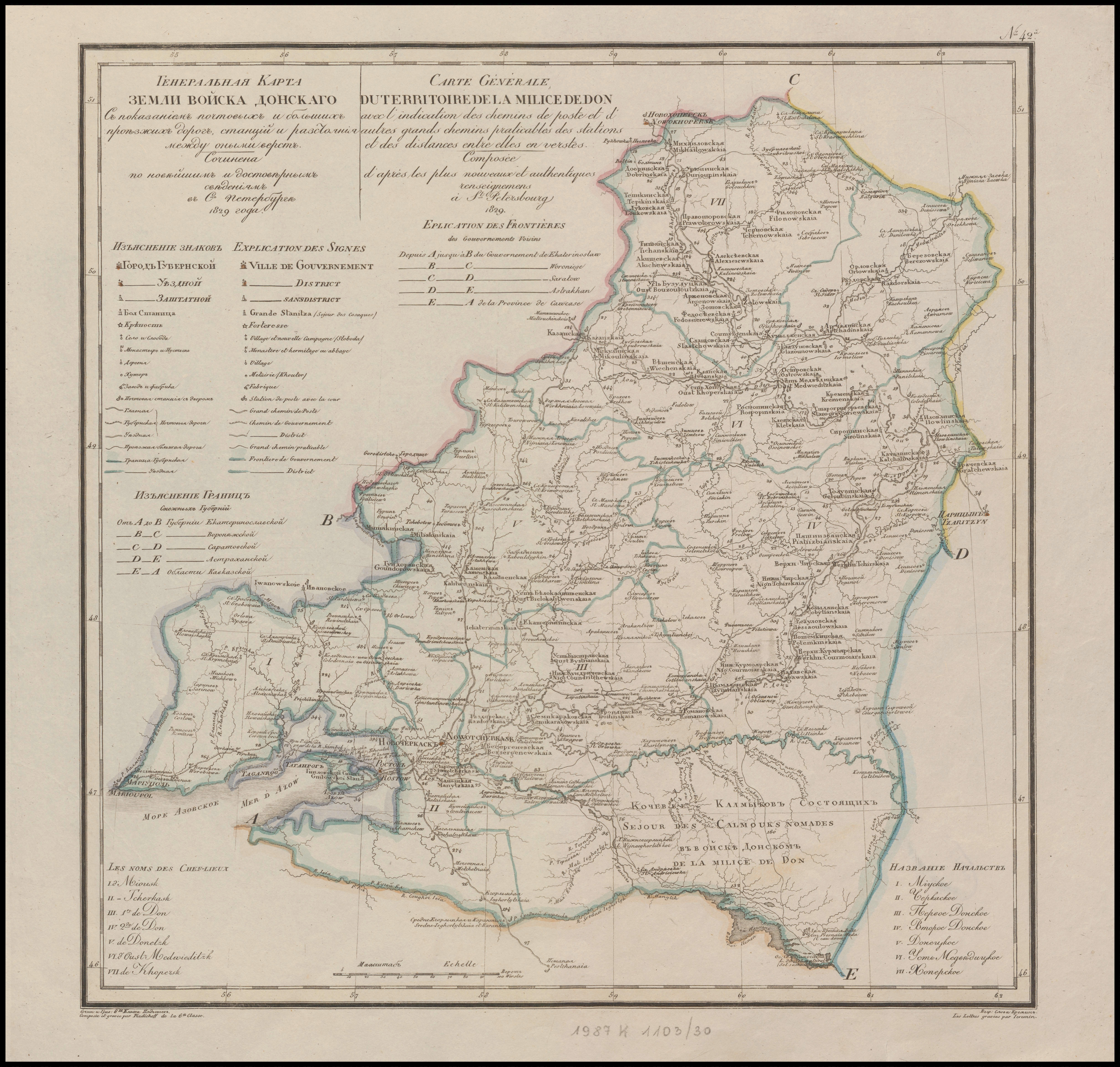
돈 카자크 호스트 랜드 - Pâdyšev, Vasilij Pietrovič (1829)

돈 카자크는 나폴레옹 보나파르트의 러시아 침공을 격퇴하는 데 중요한 역할을 했다고 평가받는다. 백작 Matvey Ivanovich Platov의 지휘 아래, 돈 카자크는 대육군에 맞서 여러 전투에서 싸웠다. 보로디노 전투에서 돈 카자크는 프랑스군의 후방을 습격했다. 플라토프는 모든 카자크 부대를 지휘하며 러시아군의 모스크바 퇴각을 성공적으로 엄호했다. 돈 카자크는 이후의 작전에서도 두각을 나타냈고, 파리 함락에도 참여했다. 나폴레옹은 "카자크는 존재하는 모든 경병 중 가장 훌륭하다. 그들이 내 군대에 있었다면, 나는 그들과 함께 전 세계를 누볐을 것이다."라고 말했다고 전해진다.

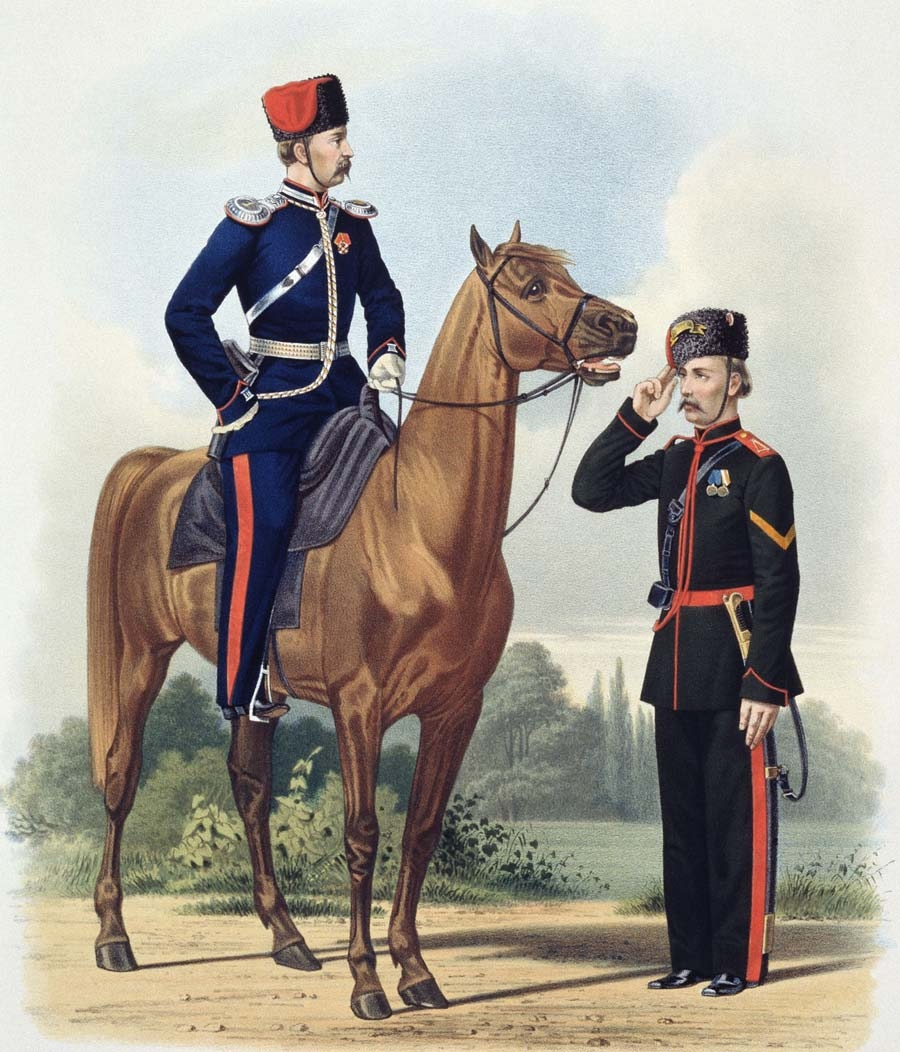
돈 카자크 행진복, 1867년

1884년 총 인구 조사에서 돈 카자크의 남성 인구는 42만 5천 명으로 보고되었다. 돈 카자크는 당시 존재했던 10개 카자크 부대 중 가장 큰 규모였으며, 군 복무에 동원 가능한 전체 카자크 인력의 3분의 1 이상을 제공했다.

### 20세기

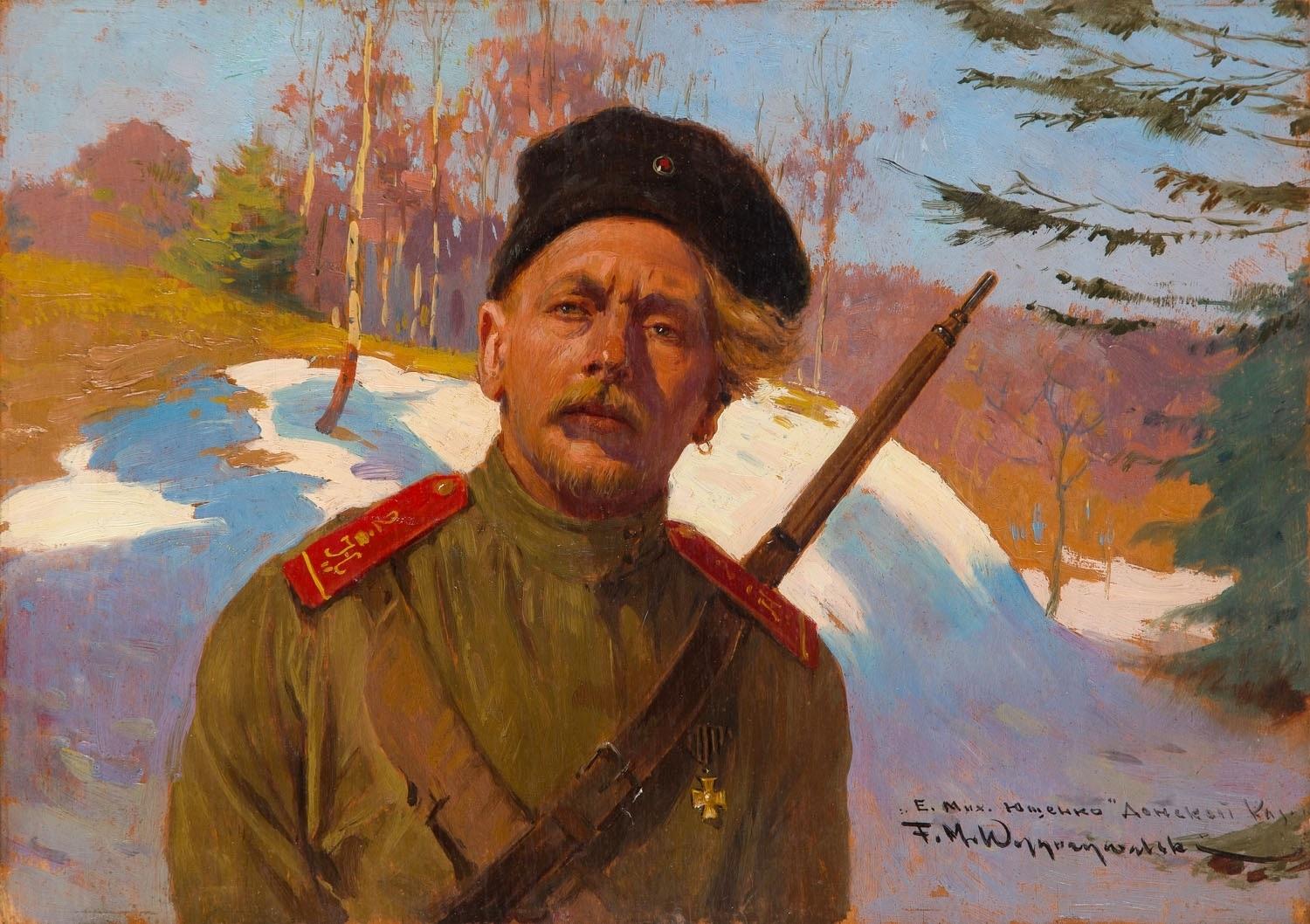
돈 카자크인, 1914년–1918년

#### 제1차 세계 대전
제1차 세계 대전 발발 직전, 돈 카자크 군은 17개의 정규 연대와 6개의 분리된 sotnia (비행 중대)로 구성되어 있었다. 또한 2개의 황실 근위 연대가 돈 지역에서 모집되었다. 1916년까지 돈 군은 58개 정규 연대와 100개의 분리된 소트니아로 확장되었다. 돈 영토의 중앙 위치는 이들 부대가 독일과 오스트리아-헝가리 전선 양쪽에서 광범위하게 사용되었지만, 남쪽의 오스만 튀르크에 대항해서는 덜 사용되었다는 것을 의미했다. 돈 카자크와 다른 카자크인들이 기마병으로서 지속적으로 가치를 가졌다는 것은 1916년에 정규 러시아 기병대의 약 3분의 1을 해체하고 카자크 연대는 전통적인 역할을 유지하기로 한 결정으로 입증되었다.

#### 1917년 2월 혁명
1917년 2월 혁명 발발 시, 돈 카자크 3개 연대(1, 4, 14연대)가 상트페테르부르크 수비대의 일부를 구성했다. 이 부대들은 돈 카자크 영토의 가난한 지역 출신 신병들로 부분적으로 구성되어 있었으며, 차르 정부에 대한 일반적인 환멸에 영향을 받았다. 따라서, 시위가 증가하는 것을 해산하라는 명령을 받았을 때 효과적으로 행동하지 않았다. 역사적으로 충성스러웠던 돈 카자크를 더 이상 믿을 수 없다는 보고는 차르 체제의 갑작스러운 붕괴에 중요한 요인이었다.

#### 볼셰비키 박해
돈 카자크군은 러시아 혁명 이후 1918년 러시아 영토에서 해산되었지만, 러시아 백군에 소속된 돈 카자크와 해외로 이주한 돈 카자크는 그들의 전통, 음악 등을 계속 보존했다. 많은 이들이 유럽과 미국 전역의 다양한 서커스에서 곡예 승마자로 일했다. 러시아 내전 중 러시아 백군 지도자 중 한 명인 알렉산드르 콜차크는 돈 카자크 혈통이었다.
러시아 내전에서 러시아 백군이 패배한 후, 새로운 소비에트 정권에 위협이 된다고 간주되었기 때문에 살아남은 카자크와 그들의 고향에 대해 라스카자치바니예("Raskazachivaniye") 정책이 시행되었다.

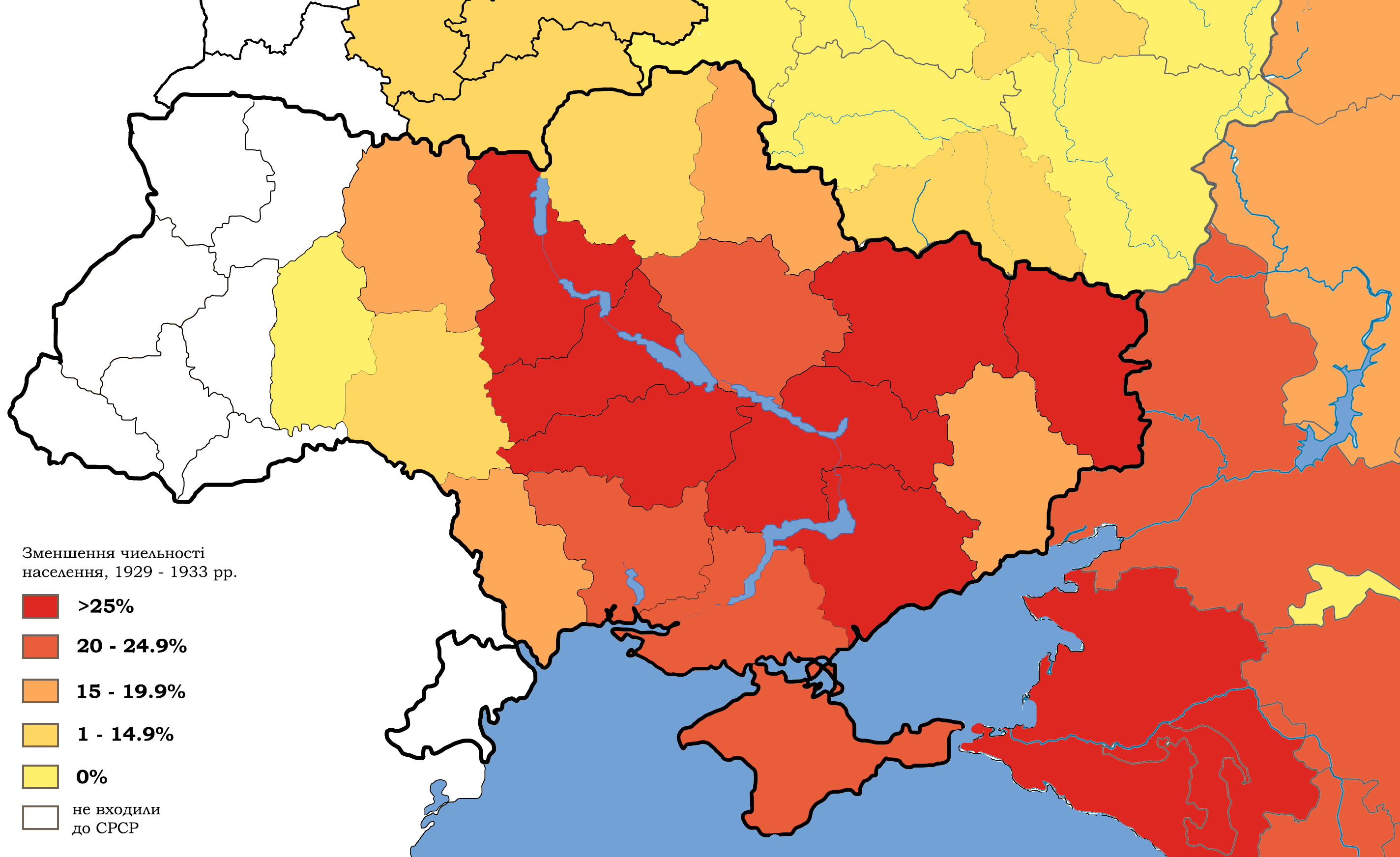
1932년–33년 소련 기근 동안의 인구 감소율. 옛 돈 카자크 땅은 오른쪽에 있다.

카자크 고향은 종종 매우 비옥했으며, 집단화 운동 동안 많은 카자크는 쿨라크와 같은 운명을 겪었다. 역사가 마이클 코르트에 따르면, "1919년과 1920년 동안, 약 150만 명의 돈 카자크 인구 중 볼셰비키 정권은 약 30만 명에서 50만 명을 살해하거나 추방했다." 반면 피터 홀퀴스트와 같은 다른 이들은 이 기간 동안 1만 명의 사망자를 추정하며, 훨씬 더 많은 수가 1932년–33년 소련 기근과 홀로도모르에서 사망했다.

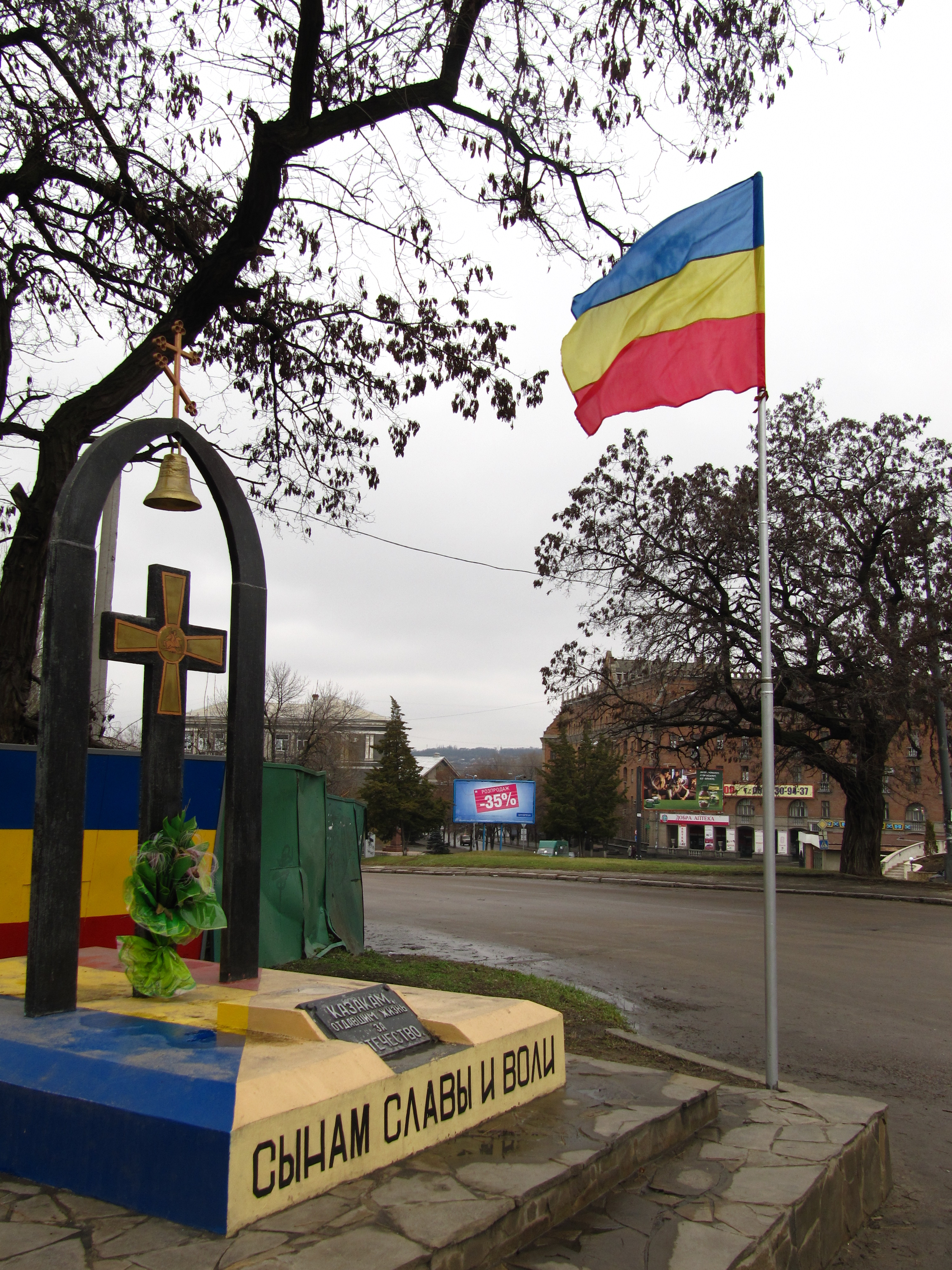
루한스크의 돈 카자크 기념비. 러시아어로: "조국을 위해 목숨을 바친 카자크에게." 그리고 "영광과 자유의 아들들에게."

#### 제2차 세계 대전의 돈 카자크
1936년 4월 20일, 붉은 군대에서 카자크인의 복무를 금지했던 이전의 조치가 해제되었다. 같은 해 말, 붉은 군대의 기존 기병 사단 2개가 돈 카자크 사단으로 재지정되었다. 1939년까지 이들 연대 중 일부는 전통적인 카자크 제복을 의례용 및 야전용으로 지급받았다. 돈 카자크 부대의 복장은 혁명 이전에 그들을 구별했던 넓은 붉은 줄무늬가 있는 진한 파란색 바지를 포함했다. 돈 카자크 기병대는 1943년까지 광범위한 활발한 작전을 펼쳤으며, 이후 붉은 군대에 남아있던 다른 기병 부대와 마찬가지로 그 역할이 축소되었다. 그러나 돈 카자크 기병대는 1945년에도 여전히 존재했으며, 모스크바에서 열린 전승 퍼레이드에 참가했다.
제2차 세계 대전 중, 돈 카자크는 독일군 내에서 가장 큰 단일 카자크 집단을 형성했으며, 이는 XV SS 코자크 기병군단으로, 이들 대부분은 전 소련 시민이었다. XV SS 코자크 기병군단에는 1st Cossack Division과 2nd Cossack Division이 포함되었다.
대다수의 카자크인들은 붉은 군대에 충성했다. 전쟁 초반, 특히 비알리스토크-민스크 포위전과 같은 전투에서 94대 벨로그리스키, 152대 로스토프스키, 48대 벨로레첸스키 연대와 같은 카자크 부대는 최후까지 싸웠다.
전쟁 초기, 독일군이 모스크바로 진격하는 동안 카자크는 적 후방 습격에 광범위하게 사용되었다. 이 중 가장 유명한 것은 스몰렌스크 전투 중 레프 도바토르의 지휘 아래 일어났는데, 그의 3군 기병대는 북캅카스에서 동원된 쿠반 카자크와 테레크 카자크의 50군 및 53군 기병사단으로 구성되었다. 10일간의 습격은 300km를 이동하며 독일 9군의 후방을 파괴한 후 성공적으로 탈출했다. 한편, 파벨 벨로프 장군의 지휘를 받는 돈, 쿠반, 스타브로폴 카자크의 2군 기병대는 독일 6군의 우측을 향한 반격을 선도하여 모스크바로의 진격을 지연시켰다.
레프 도바토르와 벨로프(두 장군 모두 나중에 소비에트 연방영웅 칭호를 받았고 그들의 부대는 근위대 (엘리트) 지위를 얻었다) 지휘 하의 카자크인들의 높은 전문성은 많은 새로운 부대들이 창설되도록 했다. 독일은 전쟁 내내 단 두 개의 카자크 부대만을 창설했지만, 붉은 군대는 1942년에만 17개의 부대를 보유했다. 새로 창설된 부대들의 상당수는 민족 카자크인 자원병들로 채워졌다. 쿠반 카자크인들은 10군, 12군, 13군에 배치되었다. 그러나 가장 유명한 쿠반 카자크 부대는 니콜라이 키리첸코 장군 지휘 하의 17군 카자크 군단이었다.
한 특정 공격 중, 카자크군은 최대 1,800명의 적 병사 및 장교를 살해하고, 300명의 포로를 잡았으며, 18개의 포병과 25개의 박격포를 압수했다. 루마니아 제5 및 제9 기병사단은 패닉에 빠져 도망쳤고, 독일 198보병사단은 많은 손실을 입은 채 급히 아이강 좌안으로 떠났다.
스탈린그라드 전투 초기 단계에 독일군이 쿠반을 점령했을 때, 대다수의 카자크족 주민은 독일군이 크라스노프와 슈쿠로와 함께 선동을 시작하기 훨씬 전부터 파르티잔 활동에 참여했다. 캅카스 산맥에서 독일군 진지에 대한 습격이 흔해졌다. 스탈린그라드에서 독일군이 패배한 후, 전차와 포병으로 강화된 제4친위 쿠반 카자크군단은 독일군 방어선을 돌파하고 미네랄니예보디와 스타브로폴을 해방시켰다.

### 21세기

#### 현대 돈 카자크

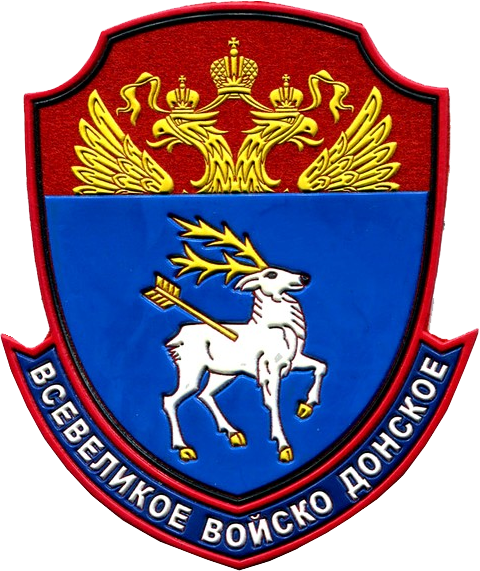
등록된 돈 카자크의 상징

돈 카자크는 1990년대 초에 부활하여 1997년 러시아 정부에 의해 공식적으로 인정받았으며, 그 아타만은 원수 계급, 휘장, 제복을 착용한다.
1992년 그들은 트란스니스트리아 전쟁 중 분리주의 세력에 합류했다.
돈 카자크는 2008년 러시아-조지아 전쟁 중 남오세티야에서 싸우기 위해 수백 명의 자원병을 보냈다.
2009년 우크라이나 보안국은 우크라이나 영토 내에 불법적인 의회 단체가 만들어지는 것을 막기 위해 돈 카자크 지도자의 우크라이나 입국을 금지했다.
2014년부터 돈 카자크 구성원들은 우크라이나 동부 전쟁에 친러시아 돈바스 민병대의 독립 자원봉사자로 참여했다.
몇몇 군사 편대가 조직된 것으로 알려졌지만, 이들 대부분은 나중에 해산되어 도네츠크 인민공화국과 루간스크 인민공화국의 군대에 통합되었다.

## 돈 카자크의 국가 상징

### 돈 카자크의 깃발

돈 카자크의 깃발

돈 카자크 깃발 3:4는 1918년 5월 4일 돈 공화국 노보체르카스크에서 표트르 크라스노프 아타만 지휘 아래 돈 카자크 총회에서 제정되었다. 깃발은 파란색, 노란색, 빨간색 세 가지 색상으로 구성되어 있다. 이 깃발은 1918년에 설립되었으며, 돈 공화국 서쪽에 접한 우크라이나국의 깃발과 유사하다.

### 문장
돈 카자크의 문장은 17세기부터 알려져 있었다. 1918년 9월 15일 돈 공화국의 상징으로 채택되었다.

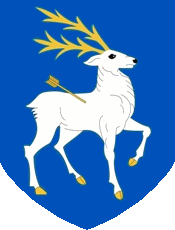
돈 카자크 문장

### 제복
1914년까지 돈 카자크 군의 특징적인 색상은 빨간색이었다. 이는 스텝 카자크에게 흔한 헐렁한 암청색 제복의 모자 띠와 넓은 바지 줄무늬에 사용되었다. 때로는 빨간색 천 상단에 흰색 레이스 테두리가 있는 높은 양가죽 모자를 착용했다. 개별 연대의 뛰어난 행동을 나타내기 위해 은색 금속 두루마리가 모자에 착용되었다. 장교들은 칼라와 견장에 은색 장식이 있었고 은색/검은색 허리띠를 착용했다. 다른 계급의 어깨끈은 카프탄(코트)과 같은 암청색이었다. 박차 대신 채찍을 사용했다. 1908년 이전에는 모든 카자크 군의 개별 카자크인들이 자신들의 제복(말과 안장 포함)을 제공해야 했다. 그러나 돈 카자크 군의 규모와 상대적 부유함 덕분에 공동 소유의 의류 공장을 설립할 수 있었다.
카키색 야전 튜닉은 1908년에 채택되었으며, 기존의 일상 업무용이었던 진한 파란색 코트나 흰색(여름) 블라우스를 대체했다. 그러나 넓은 붉은 줄무늬가 있는 파란색 승마 바지는 돈 호스트의 오랜 특징으로, 두 차례의 세계 대전 동안에도 현역 복무 중에도 계속 착용되었다.
황실 근위대의 돈 카자크 포병대는 "차르의 녹색" (군대에 흔한 어두운 색조) 제복을 입었으며, 포병으로서 검정색과 빨간색 구분을 가졌다.

### 돈 카자크의 국가
1853년 표도르 아니시모프가 작곡한 "Vskolykhnulsya, vzvolnovalsya pravoslavnyy Tikhiy Don". (러시아어)

## 종교
대부분의 돈 카자크는 러시아 정교회 신자이며, 스스로를 신앙의 수호자로 여긴다. 그러나 돈 카자크의 상당수는 고의식파였다. 심지어 1903년에도 돈 Eparchy의 총 교구원 2,500,000명 중 최소 150,000명이 고의식파였다. 아타만 Matvei Platov 백작은 Popovtsy 고의식파 가문 출신이었다. 돈 카자크는 다른 종교에 관대했다.

## 전통과 문화

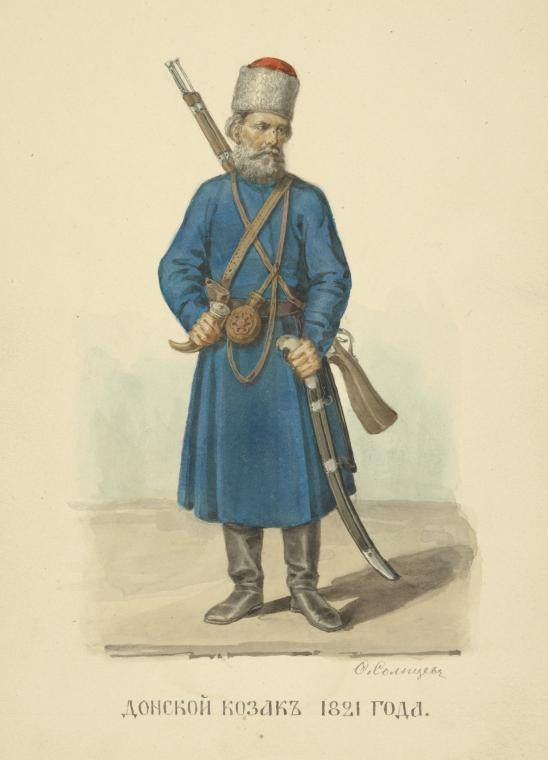
1821년 돈 지역의 카자크인. 표도르 솔른체프의 삽화, 1869년

카자크는 중요한 결정이 공동 의회(Казачий Круг)에서 이루어지는 민주적인 사회였다. 의회는 임시 당국인 아타만을 선출했다.
돈 카자크는 크림 칸국 및 오스만 제국과의 오랜 분쟁으로 인해 숙련된 기수이자 노련한 전사였다. 그들은 동유럽의 여러 강대국에 군사 서비스를 제공했다. 폴란드 왕과 함께 그들은 동란 시대에 모스크바를 습격했으며, 러시아의 권위 아래 오스만 튀르크와 카자르 페르시아에 대한 습격과 원정을 수행했다.
러시아와 무슬림 영토 사이에 고립된 돈 카자크는 우크라이나, 러시아, 칼미크, 타타르 요소를 융합한 독특한 문화와 언어를 발전시켰다.
돈 카자크는 합창 전통을 가지고 있으며, "표르니 보론(검은 까마귀)"과 "류보, 브라치, 류보(형제들아, 좋다)"와 같은 많은 노래들이 러시아 전역에서 인기를 얻었다. 많은 노래들이 전쟁 중 죽음에 관한 내용이다.
18세기까지 결혼과 이혼은 공동 의회(Казачий Круг)에서 이루어졌다. 카자크인이 여성과 결혼하고 싶으면 공동 의회에 그녀를 데려와야 했다. 공동 의회가 승인하면 결혼이 뒤따랐다. 이혼의 경우에도 같은 절차가 진행되었다. 표트르 1세는 이러한 관행을 공동 의회에서 금지하고 카자크인들이 교회에서만 결혼하도록 요구했다.
카자크 결혼식은 노래, 춤, 공연이 동반되는 복잡한 의식이다. 신랑은 말을 타고 와 신부를 교회로 데려가고, 그 뒤를 결혼 행렬이 따른다. 결혼식이 끝나면 모든 참석자는 신랑의 집으로 간다. 거기서 부모는 부부를 축복하고, 머리 위로 빵 한 덩이를 찢어주고, 밀, 견과류, 과자, 홉을 뿌려준다. 그리고 전통 의식에 따라 신부의 머리카락을 풀어준다.
카자크 가정에 아들이 태어나면, 부모는 그에게 화살, 활, 탄약, 총알, 총을 선물했다. 이 모든 물품들은 아이 침대 위의 벽에 걸렸다. 3세가 되면 소년은 말을 타기 시작했다. 7-8세가 되면 거리에서 말을 타고, 어른들과 함께 낚시와 사냥을 할 수 있었다.
말 경주는 돈 카자크에게 인기 있는 오락이었다. 기수들은 말을 타고 목표물을 명중시키기 위해 경쟁했다. 가장 능숙한 사람들은 말등에 서서 이 작업을 할 수 있었다. 카자크 가정에서는 어린 카자크에게 두 마리의 말, 제복, 무기를 제공하는 것이 전통적인 관행이었다.
카자크의 이별은 언제나 축제 같았다. 떠나는 모든 카자크는 교회에 모여, 목에 고향 흙 한 줌이 담긴 작은 주머니를 걸고 노래를 부르며 떠났다. 그들은 stanitsa를 떠나 보드카 한 잔을 마시고 고향 땅에 작별을 고했다.

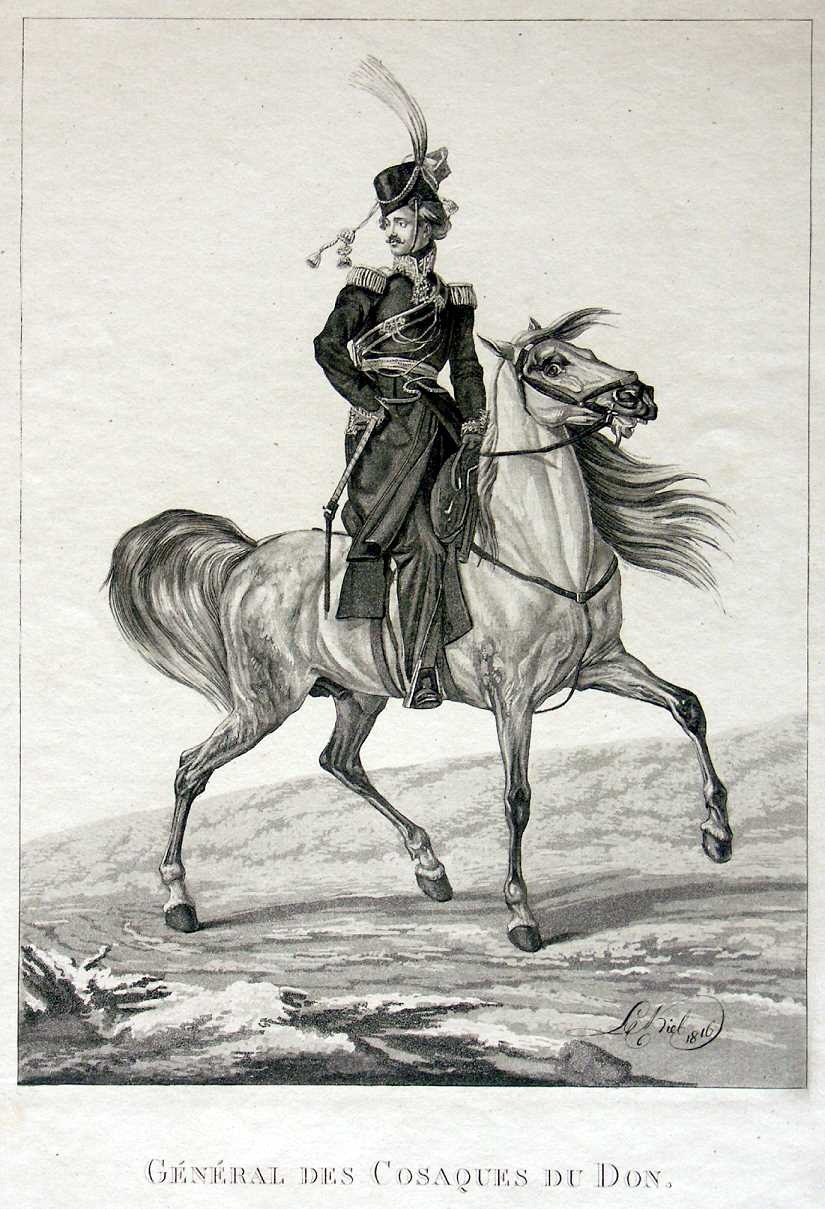
1800년대 초 돈 카자크 장군

### 돈 카자크 합창단 세르게이 자로프
돈 카자크 합창단 세르게이 자로프는 크림반도에서 군대가 패배한 후 망명했던 칠링기르(콘스탄티노플 근처)에서 노래를 부르다 발견된 러시아 제국 육군 전직 장교들로 구성된 그룹이었다. 그들은 1923년 빈에서 창립자이자 지휘자, 작곡가인 세르게이 자로프의 지휘 아래 정식 콘서트 데뷔를 했다.
이 합창단은 미국, 일본, 유럽에서 인기를 얻었으며, 1930년대, 40년대, 50년대부터 오늘날까지 전 세계를 순회했다. 카자크 복장을 한 남성들은 러시아의 신성하고 세속적인 음악, 군가, 민요, 예술 가곡 레퍼토리를 아카펠라로 불렀다. 나중에는 카자크 춤도 프로그램에 추가되었다.

### 대중문화에서
미하일 숄로호프의 기념비적인 작품 "조용한 돈강"은 돈 카자크인들에게 공감을 표하며 제1차 세계 대전과 러시아 내전의 결과로 그들의 삶의 방식이 파괴되는 것을 묘사한다.

## 같이 보기
- 아조프해 카자크 박물관
- 제2차 세계 대전 이후 카자크 송환

### 저명한 돈 카자크인
- 돈 카자크 귀족 가문
- 콘드라티 불라빈
- 알렉세이 칼레딘
- 표트르 크라스노프
- Matvei Platov
- 스테판 라진대규모 봉기를 이끈 돈 카자크 지도자 스테판 라진
- 예르마크 티모페예비치

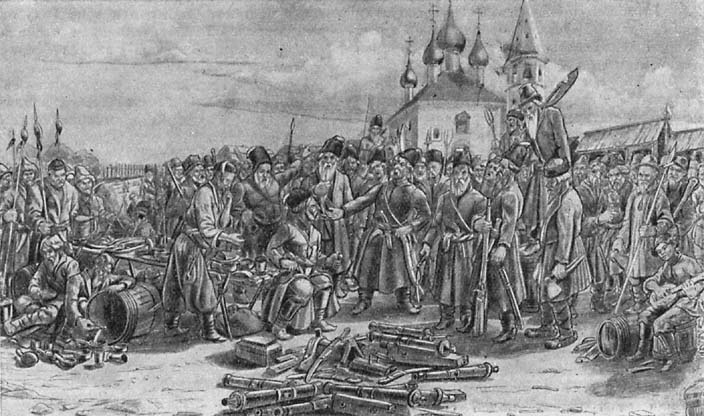
대규모 봉기를 이끈 돈 카자크 지도자 스테판 라진

- 이반 투르차니노프 — 남북 전쟁의 연방군 준장.
- 알렉산드르 한존코프

### 돈 카자크 정부와 정책
- 돈 공화국
- 돈군
- 튀르키예의 카자크
- 러시아 제국 육군 돈 카자크 연대 목록

### 돈 카자크 책
- "조용한 돈강"

### 대량학살과 돈 카자크
- 1919년 키예프 포그롬 "돈 카자크에 의해 수행됨".
- 라스카자치바니예
- 제2차 세계 대전 이후 카자크 송환 — "카자크인의 배신".
  - "얄타의 희생자" — 1977년 책.
- 체르케스인 집단학살
- 역사상의 대량학살
- 소련의 인권
- 소련의 강제이주

## 추가 읽을거리
- 크로폿킨, 표트르 알렉세예비치; Bealby, John Thomas (1911). 〈Don Cossacks, Territory of the〉. 《브리태니커 백과사전》 8 11판. 412쪽.
- 피터 홀퀴스트, "'Conduct Merciless Mass Terror': Decossackization on the Don, 1919," Cahiers du Monde russe, vol. 38, no. 1/2(Jan.-June 1997), pp. 127–162. In JSTOR
- Noël Bonneuil, Elena Fursa. 2020. "Nuptiality to regulate the commons? The case of the Don Cossacks (South Russia), 1867–1916." Oxford Economic Papers